# Chobits
Chobits (ちょびっツ, Chobittsu) est un manga de CLAMP. Il a été prépublié dans le magazine Young Magazine de septembre 2000 à octobre 2002, et a été compilé en un total de 8 volumes. En France, le manga est édité en intégralité par Pika Édition.
En 2002, le manga a été adapté en anime de 26 épisodes par le studio Madhouse. Lors de la sortie en DVD, un 27e épisode ainsi qu'une OAV de six minutes nommée Chibits ont été réalisés.

## Histoire
Après avoir échoué à l'examen d'entrée à l'université, Hideki Motosuwa décide d'aller suivre des cours de rattrapage à Tokyo. Il se trouve également un petit travail, pour se faire un peu d'argent. C'est dans cette ville qu'il y découvre les persocom, des ordinateurs personnels à forme humaine. Un soir, le jeune homme découvre parmi un tas d'ordures un persocom abandonné à l'apparence d'une belle jeune fille. Fasciné, il décide de le ramener chez lui et l'active…
Ce persocom ne fait que répéter les mêmes gestes, et ne sait dire que « Tchii ».
Hideki la surnomme ainsi, et petit à petit lui apprend à parler. Mais Tchii n'est peut-être pas un ordinateur ordinaire… Il se pourrait qu'elle soit un Chobits, un Persocom au pouvoir dépassant l'entendement.

## Personnages
- Tchii (ちぃ, Chii?) ou Elda : Ordinateur personnel en forme de jeune fille, trouvé par Hideki Motosuwa dans les poubelles en rentrant chez lui après avoir passé la journée à chercher du travail. Il la ramène alors chez lui, mais elle ne sait rien faire, elle ne sait même pas parler, elle ne dit que « tchii ». Il l'appelle ainsi et entreprend alors son éducation. Seulement, Hideki va vite se rendre compte que Tchii n'est pas un ordinateur comme les autres : elle est peut-être un « Chobit », une série de Persocoms qui ressentiraient de réelles émotions humaines et capables de libre arbitre… Mais ce n'est sûrement qu'une légende urbaine… Tchii est un personnage très attachant de par son innocence et sa naïveté. Étant donné que sa mémoire a été effacée, Hideki doit refaire totalement son éducation et sa maladresse face à cet ordinateur si humain et touchant. Leur relation va évoluer lentement et le jeune étudiant va s'attacher à son ordinateur plus qu'il ne l'aurait imaginé. De plus elle parle a la troisième personne.
- Chitose Hibiya (日比谷 千歳, Hibiya Chitose?) : Propriétaire de la pension où vivent Hideki Motosuwa et Hirômu Shimbo. En vérité, elle est la créatrice de Tchii et de Freya.
- Dita (ディタ?) : Persocom (ordinateur à forme humaine) gouvernemental féminin au caractère emporté qui ne reconnait pas avoir la plupart des comportements que son programme lui dicte. Elle contient des programmes de défense pour protéger Jima contre toute tentative d'intrusion dans son système.
- Yoshiyuki Kojima (小島 良由起, Kojima Yoshiyuki?) ou Dragonfly : Pirate informatique qui enlève Tchii et tente de la pirater (ce qu'il aurait réussi à faire sans l'intervention de Freya). En retour, Shimbo l'oblige à prêter Kotoko à Hideki. Cela dit, il aide Minoru à chercher des informations sur les Chobits (sans succès) (le nom Dragonfly provient du nom de la drogue hallucinogène Bromo Dragonfly).
- Freya : Grande sœur de Tchii. Elle révèle vers la fin de l'histoire que les Chobits ne sont pas aussi exceptionnels que la rumeur le prétend (on comprend alors que ces ordinateurs ne sont pas plus avancés que Yûzuki). Elle était amoureuse de son père c'est-à-dire le mari de Chitose Hibiya mais après avoir eu un chagrin d'amour, elle mourra. Elda décidera alors de transférer le cœur de Freya dans son corps avant qu'elle ne meure, ainsi elle vivra à l'intérieur d'elle.
- Hideki Motosuwa (本須和 秀樹, Motosuwa Hideki?) : Hideki est âgé de 19 ans et habite la campagne. Après avoir échoué son examen d'entré à l'université, il décide d'aller déménager dans une grande ville pour suivre des cours de préparation pour réussir l'examen. Un soir, il trouve une persocom sur un tas d'ordures. Il décide de la ramener chez lui. Hideki est impulsif, naïf, mais très gentil. Il s'attachera vite à Tchii et tombera même dans le dernier épisode amoureux de la petite persocom.
- Hirômu Shimbo (新保弘, Shinbo Hiromu?) : Camarade de classe d'Hideki Motosuwa, il vit dans la même pension que lui.
- Hiroyasu Ueda (植田 弘康, Ueda Hiroyasu?) : Pâtissier assagi par des erreurs du passé dont le souvenir aura des conséquences non négligeables sur l'histoire. Il est bien plus âgé qu'il n'en a l'air et, en dépit de son niveau d'études, est très mauvais en maths. Il dirige la pâtisserie « Tirol » là où travaille Tchii. Il a déjà été marié à une persocom du nom de Yumi et aime Yumi-chan qui travaille au bar Yorokonde avec Hideki.
- Jima (ジーマ, Jīma?) : Persocom gouvernemental masculin bien plus lucide que Dita, dont il est le supérieur hiérarchique. Sa lucidité semble due au fait qu'il renferme la banque de données nationales des Persocoms.
- Kotoko (琴子?) : Persocom portable féminin appartenant à dragonfly. Elle est incapable de mentir, ce qui la conduira à parler contre l'intérêt de celui-ci.
- Minoru Kokubunji (国分寺 稔, Kokubunji Minoru?) ou M : Créateur de Persocoms personnalisés, il vit dans une famille très riche et possède un vaste domaine. Il gère également un forum sur la personnalisation de persocoms. M est son pseudonyme. Une personne reconnue comme étant un Génie dans le domaine des Persocoms. Il est très attaché à Yûzuki une persocom qu'il a créée pour remplacer sa défunte sœur. Il aide Hideki tout au long de l'histoire afin de découvrir plus d'informations sur Tchii.
- Sumomo (すもも?) : Persocom portable, propriété de Hirômu Shimbo. Elle a été programmée pour danser quand elle est en attente.
- Takako Shimizu (清水多香子, Shimizu Takako?) : Professeur, elle donne des cours de soutien à Hideki Motosuwa et Hirômu Shimbo en littérature classique, anglais et mathématiques. Elle finira par tomber sous le charme d'Hirômu Shimbo. Son mari l'a délaissée au profit d'une persocom.
- Yumi Ômura (大村裕美, Ōmura Yumi?) : Collègue de travail de Hideki Motosuwa au Yorokonde. Elle n'aime pas les Persocoms. Elle les considère comme parfaits et elle ne les supporte pas. Elle est amoureuse du patron de Tchii, propriétaire de la pâtisserie Tirol où elle a déjà travaillé.
- Yûzuki (柚姫?) : Principal Persocon de Minoru Kokubunji, fabriquée sur le modèle de Kaede, la défunte grande sœur de Minoru, dans le but, à l'origine, de la remplacer… mais nul ne peut remplacer autrui.

## Analyse de l’œuvre

### Clin d’œil
Dans un chapitre, Icchan d’Angelic Layer est mentionné. Apparaît une photo de lui, sans la tête, cité comme l'inventeur de poupées de combats qui sont clairement celles d’Angelic Layer. De plus, il est dit que la technologie de ces poupées autonomes a été reprise pour la création des chobits.
Dans le volume 7, on voit très bien que la sœur de Minoru Kokubunji n'est autre que Kaede Saitō dans la série Angelic Layer. On peut aussi voir dans ce volume d'autres personnages d'Angelic Layer.

### Le mot «Chobits»
Dans le manga, il est dit que ce mot a été imaginé par le créateur de Tchii (qui, alors, s'appelait encore Elda) et Freya. Il est dérivé du mot « chobi » qui veut dire « petiot ». Il l’a trouvé dans un livre (probablement un dictionnaire). Vers la fin de l'histoire, Chitose Hibiya, qui est la veuve de celui-ci, fera remarquer à Hideki que toutes les lettres de ce mot se trouvent dans son nom (Chitose Hibiya).

## Manga

### Fiche technique
- Autres éditions :
  -    Tokyopop
  -  Editora JBC
  -  Star Comics
  -  Daiwon CI
  -  Bonnier Carlsen
  -  Norma Editorial
  -  Editorial Vid
  -  J.P.Fantastica
  -  EMA

### Liste des volumes
| no                                      | Japonais          | Japonais          | Français        | Français      |
| no                                      | Date de sortie    | ISBN              | Date de sortie  | ISBN          |
| --------------------------------------- | ----------------- | ----------------- | --------------- | ------------- |
| 1                                       | 14 février 2001   | 978-4-06-334383-0 | 3 décembre 2002 | 2-84599-198-3 |
| Liste des chapitres : Chapitres 1 à 12  |                   |                   |                 |               |
| 2                                       | 29 juin 2001      | 978-4-06-334427-1 | 14 janvier 2003 | 2-84599-210-6 |
| Liste des chapitres : Chapitres 13 à 24 |                   |                   |                 |               |
| 3                                       | 26 septembre 2001 | 978-4-06-334460-8 | 18 mars 2003    | 2-84599-226-2 |
| Liste des chapitres : Chapitres 25 à 36 |                   |                   |                 |               |
| 4                                       | 26 décembre 2001  | 978-4-06-334483-7 | 13 mai 2003     | 2-84599-241-6 |
| Liste des chapitres : Chapitres 37 à 48 |                   |                   |                 |               |
| 5                                       | 5 avril 2002      | 978-4-06-334527-8 | 15 juillet 2003 | 2-84599-258-0 |
| Liste des chapitres : Chapitres 49 à 60 |                   |                   |                 |               |
| 6                                       | 24 juillet 2002   | 978-4-06-334590-2 | 14 octobre 2003 | 2-84599-275-0 |
| Liste des chapitres : Chapitres 61 à 72 |                   |                   |                 |               |
| 7                                       | 27 septembre 2002 | 978-4-06-334599-5 | 9 décembre 2003 | 2-84599-292-0 |
| Liste des chapitres : Chapitres 73 à 81 |                   |                   |                 |               |
| 8                                       | 29 novembre 2002  | 978-4-06-334632-9 | 17 février 2004 | 2-84599-307-2 |
| Liste des chapitres : Chapitres 82 à 88 |                   |                   |                 |               |

## Anime
Lors de la diffusion sur TBS, il fut prévu 3 épisodes supplémentaires, résumant chacun les 8 épisodes précédents sous forme de flashback. Les deux premiers furent diffusés comme les épisodes no 9 et 18, portant le nombre total d'épisodes à 26. Le troisième, jamais diffusé, fut finalement édité sous forme d'OAV sur un DVD regroupant ces 3 épisodes spéciaux, renumérotés pour l'occasion no 8.5, 16.5 et 24.5.
Ces 3 épisodes n'existent pas dans la version française. Les titres suivants sont donc des traductions des titres originaux.
- 8.5. Shinbo et Sumomo racontent (新保・すもも 語る?)
- 16.5. Minoru et Yûzuki parlent (稔・柚姫 語る?)
- 24.5. Hibiya et Kotoko racontent (日比谷・琴子 語る?)

### Série télévisée

#### Fiche technique
- Année : 2002
- Réalisation : Morio Asaka
- Character design : Hisashi Abe
- Directeur de l'animation : Hisashi Abe
- Animation : Madhouse
- Licencié en France par : Kazé
- Auteur original : Clamp
- Nombre d'épisodes : 24 +3 épisodes « résumés » + 1 OAV
- Chaînes de diffusion:
  -  Anione
  -  Animax
  -  Anime Network
  -  Hyper

#### Liste des épisodes
| No   | Titre français             | Titre japonais                | Titre japonais                      | Date de 1re diffusion     |
| No   | Titre français             | Kanji                         | Rōmaji                              | Date de 1re diffusion     |
| ---- | -------------------------- | ----------------------------- | ----------------------------------- | ------------------------- |
| 1    | Tchii s'éveille            | ちぃ 目覚める                 | Chii Mezameru                       | 2 avril 2002              |
| 2    | Tchii sort                 | ちぃ でかける                 | Chii Dekakeru                       | 9 avril 2002              |
| 3    | Tchii apprend              | ちぃ おぼえる                 | Chii Oboeru                         | 16 avril 2002             |
| 4    | Tchii fait du Shopping     | ちぃ おつかい                 | Chii Otsukai                        | 23 avril 2002             |
| 5    | Tchii trouve               | ちぃ 見つける                 | Chii Mitsukeru                      | 30 avril 2002             |
| 6    | Tchii s'affaiblit          | ちぃ 弱る                     | Chii Yowaru                         | 7 mai 2002                |
| 7    | Tchii travaille            | ちぃ 働く                     | Chii Hataraku                       | 14 mai 2002               |
| 8    | Tchii est troublée         | ちぃ とまどう                 | Chii Tomadou                        | 21 mai 2002               |
| 8.5  | Shinbo et Sumomo racontent | 新保・すもも 語る             | Shinbo·Sumomo Kataru                | 28 mai 2002               |
| 9    | Tchii achète               | ちぃ 買う                     | Chii Kau                            | 4 juin 2002               |
| 10   | Tchii fait des rencontres  | ちぃ 出会う                   | Chii Deau                           | 11 mai 2002               |
| 11   | Tchii est perplexe         | ちぃ 確かめる                 | Chii Tashikameru                    | 18 mai 2002               |
| 12   | Tchii s'amuse              | ちい 遊ぶ                     | Chii Asobu                          | 25 mai 2002               |
| 13   | Tchii joue                 | ちぃ 海いく                   | Chii Umi Iku                        | 2 juillet 2002            |
| 14   | Tchii offre l'hospitalité  | ちぃ もてなす                 | Chii Motenasu                       | 9 juillet 2002            |
| 15   | Tchii ne fait rien         | ちぃ 何もしない               | Chii Nanimo Shinai                  | 16 juillet 2002           |
| 16   | Tchii fait des dépenses    | ちぃ まかなう                 | Chii Makanau                        | 23 juillet 2002           |
| 16.5 | Minoru et Yûzuki parlent   | 稔・柚姫 語る                 | Minoru·Yuzuki Kataru                | 30 juillet 2002           |
| 17   | Tchii aide                 | ちぃ 手伝う                   | Chii Tetsudau                       | 6 août 2002               |
| 18   | Tchii disparaît            | ちぃ いなくなる               | Chii Inaku Naru                     | 13 juillet 2002           |
| 19   | Tchii attend               | ちぃ 待つ                     | Chii Matsu                          | 20 août 2002              |
| 20   | Tchii réclame              | ちぃ 求める                   | Chii Motomeru                       | 27 août 2002              |
| 21   | Tchii répond               | ちぃ 答える                   | Chii Kotaeru                        | 3 septembre 2002          |
| 22   | Tchii change de vêtements  | ちぃ 着てぬぐ                 | Chii Kite Nugu                      | 10 septembre 2002         |
| 23   | Tchii décide               | ちぃ 決める                   | Chii Kimeru                         | 17 septembre 2002         |
| 24   | Tchii juste une personne   | ちぃ だけの人                 | Chii Dake no Hito                   | 24 septembre 2002         |
| 24.5 | Hibiya et Kotoko parlent   | 稔・柚姫 語る                 | Hibiya·Kotoko Kataru                | sortie directement en DVD |
| OAV  | Chibits                    | ちびっツ / すもも·琴子 届ける | Chiibittsu / Sumomo·Kotoko Todokeru | sortie directement en DVD |

#### Musiques
Générique d'ouverture
Let Me Be with You, par Round Table featuring Nino
Génériques de fin
1. Raison d'être, par Rie Tanaka
2. Ningyo Hime, par Rie Tanaka

### Doublage
| Personnages                   | Voix japonaises  | Voix françaises     |
| ----------------------------- | ---------------- | ------------------- |
| Tchii                         | Rie Tanaka       | Marjolaine Poulain  |
| Chitose Hibiya                | Kikuko Inoue     | Véronique Uzureau   |
| Dita                          | Yuka Tokumitsu   | Francoise Escobar   |
| Dragon Fly / Yoshiyuki Kojima | Junichi Suwabe   | Stéphane Ronchewski |
| Freya                         | Rie Tanaka       | Marjolaine Poulain  |
| Hideki Motosuwa               | Tomokazu Sugita  | Frédéric Popovic    |
| Hirômu Shimbo                 | Tomokazu Seki    | Benoît DuPac        |
| Hiroyasu Ueda                 | Yūji Ueda        | Benjamin Pascal     |
| Jima                          | Isshin Chiba     | Patrick Bethune     |
| Kotoko                        | Yukana Nogami    | Frédérique Marlot   |
| Minoru Kokubunji / M          | Hōko Kuwashima   | Suzanne Sindberg    |
| Sumomo                        | Motoko Kumai     | Laurence Bréheret   |
| Takako Shimizu                | Ryōka Yuzuki     | Laurence Bréheret   |
| Yumi Ômura                    | Megumi Toyoguchi | Adeline Moreau      |
| Yûzuki                        | Fumiko Orikasa   | Frédérique Marlot   |